# منتخب ليتوانيا لسباعيات الرغبي
منتخب ليتوانيا لسباعيات الرغبي (بالليتوانية: Lietuvos vyrų regbio-7 rinktinė)‏ هو ممثل ليتوانيا الرسمي في المنافسات الدولية في سباعيات الرغبي
.